# Julien Ingrassia
Julien Ingrassia (Aix-en-Provence, França, 26 de novembre de 1979) és un copilot de ral·li francès actualment retirat de la competició. Ha estat guanyador del Campionat Mundial de Ral·lis en 8 ocasions, així com en una ocasió del Campionat Mundial de Ral·lis júnior, sempre com a copilot de Sébastien Ogier.
Després de la victòria al Campionat Mundial de Ral·lis júnior de l'any 2008, Citroën va estar a punt de desvincular Ingrassia d'Ogier, però afortunadament per ell, es mantindria com el seu copilot, iniciant una trajectòria molt exitosa al Campionat Mundial de Ral·lis amb els títols de 2013, 2014, 2015 i 2016 amb Volkswagen, els de 2017 i 2018 amb M-Sport Ford i els de 2020 i 2021 amb Toyota. A més a més, han guanyat 54 ral·lis del Campionat Mundial.
L'any 2021 anuncià la seva retirada, malgrat que Sébastien Ogier seguí disputant ral·lis al Campionat Mundial del 2022.

## Palmarès
- 8 Campionat Mundial de Ral·lis: 2013, 2014, 2015, 2016 (Volkswagen), 2017, 2018 (Ford), 2020 i 2021 (Toyota)
- 1 Campionat Mundial Júnior de Ral·lis: 2008 (Citroën)